# Sidney Bechet
Sidney Bechet (New Orleans, 14 maggio 1897 – Garches, 14 maggio 1959) è stato un sassofonista, clarinettista e compositore statunitense di musica jazz.
Considerato tra i più grandi clarinettisti del XX secolo, lo si ricorda anche come maestro del sassofono soprano (Bechet fu, forse, in assoluto, il primo sassofonista jazz degno di nota). Suoni decisi, idee e improvvisazioni ben concepite, e un vibrato ampio e distintivo caratterizzavano il suo modo di suonare. Sul clarinetto il suo suono era altrettanto originale e tipico, un'inedita combinazione di legnosità rurale del timbro e scorrevolezza francese del fraseggio.

## Biografia

### Infanzia e adolescenza a New Orleans (1897 - 1914)
Bechet ricevette i primi rudimenti musicali in casa. Molti suoi familiari erano dignitosi musicisti dilettanti. Suo fratello, Leonard Bechet, suonava il trombone. La famiglia di Bechet apparteneva al gruppo etnico dei creoli, sangue-misti con pelle più chiara dei neri a causa di un antenato di sangue francese o spagnolo. I creoli erano spesso di estrazione sociale borghese o piccolo-borghese, piccoli commercianti o artigiani, e questo consentiva loro un livello di istruzione più elevato rispetto ai neri puri. Molti coltivavano la musica come passatempo, e avevano avuto accesso a una formazione musicale classica.

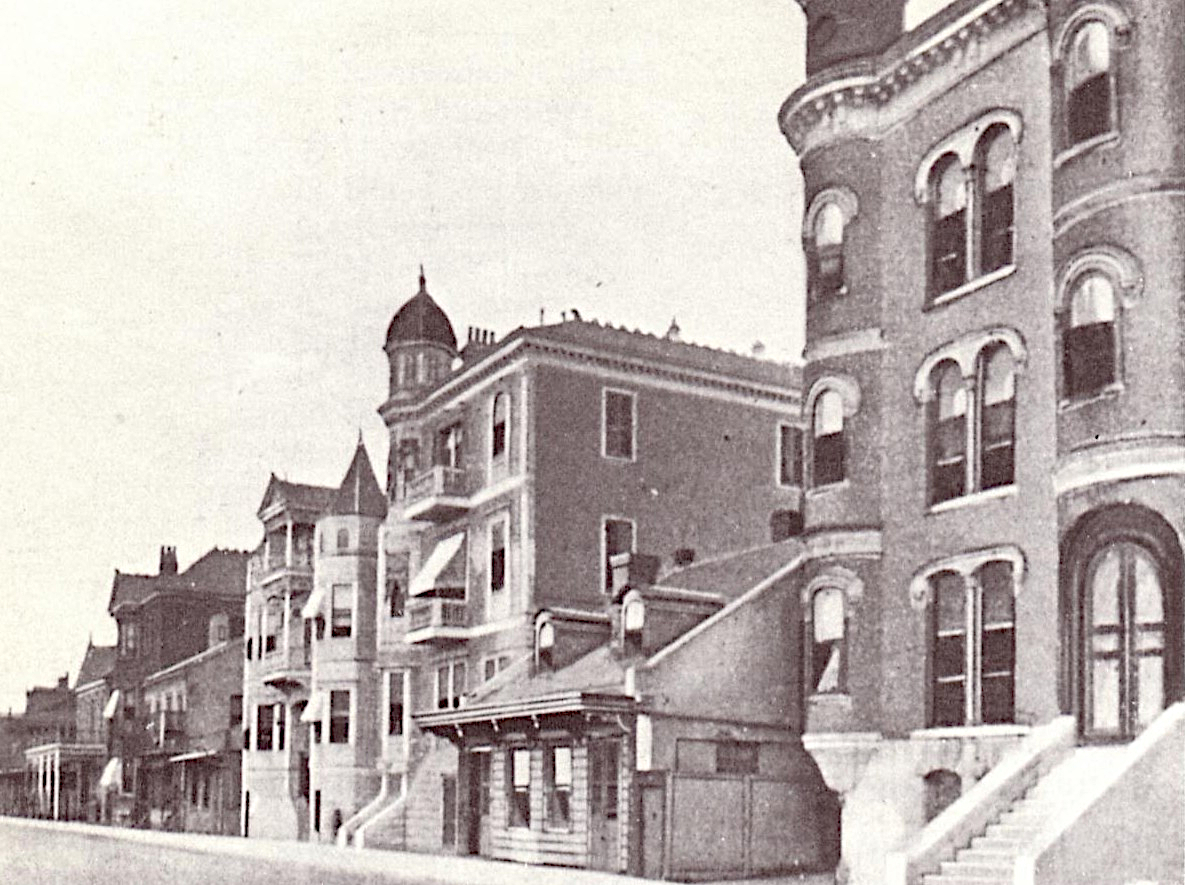
Scorcio di Storyville

Fin da ragazzo, Sidney dimostrò uno spontaneo talento naturale. Era in grado di imparare a suonare facilmente qualsiasi strumento musicale che gli capitasse tra le mani. All'inizio elesse il clarinetto come suo strumento principale, e studiò con figure semi-leggendarie della musica di New Orleans: Lorenzo Tio, Big Eye Louis Nelson, e George Baquet. Ma la sua facilità strumentale era tale che alcuni abitanti della sua città ricordavano di averlo visto suonare la cornetta con forza ed espressione. Molto presto ebbe modo di avere numerose esperienze come musicista in locali da ballo e bande itineranti e decise di diventare musicista professionista. Una decisione che non fu ben accetta in famiglia. Per la borghesia creola, la musica poteva essere un intrattenimento per il tempo libero, mai una professione. L'ambiente musicale professionale era socialmente inferiore, e si esercitava in locali notturni, a contatto con la prostituzione e la malavita. «Per molti creoli di colore, suonare a Storyville (il quartiere a luci rosse dove molti musicisti professionisti si guadagnavano da vivere) significava una perdita di status». Ma Bechet dimostrò subito un carattere e un modo di fare differenti dalla mite e tranquilla piccola borghesia creola. Era un ragazzaccio manesco, che finiva spesso coinvolto in liti e risse.
I maestri di Bechet probabilmente non improvvisavano. Sicuramente non improvvisava Baquet e nemmeno Lorenzo Tio, mentre è possibile che lo facesse Big Eye Louis Nelson. Baquet e Tio erano creoli, sapevano leggere la musica, eseguivano alla perfezione le partiture e si limitavano ad inserire abbellimenti. I musicisti neri, invece, raramente erano buoni lettori e avevano un approccio folk alla musica. Modificavano facilmente ritmo, tempo, e perfino armonia e melodia dei pezzi. Sidney Bechet unì in sé il meglio delle due tradizioni. Egli era un creolo, come Baquet e Tio, eppure il suo approccio alla musica fu più simile a quello dei neri: non imparò mai a leggere la musica (ma la sua fu una scelta) e curò sempre lo sviluppo improvvisativo. Tuttavia, il suo fraseggio tendeva ad essere
decorativo e fiorito, con largo uso di abbellimenti. Questa caratteristica possiamo attribuirla alla sua cultura creola, più portata alla decorazione che alla modificazione della melodia. Insieme a Louis Armstrong, Bechet è il primo grande solista improvvisatore del jazz.

### Viaggi in USA e in Europa (1914 - 1923)

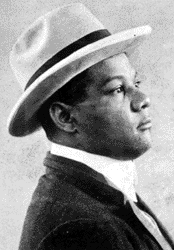
Bechet a Londra nel 1922

Bechet lasciò la sua città natale intorno al 1914, partecipando a un movimento di generale migrazione dei migliori musicisti di New Orleans che decisero di abbracciare definitivamente il professionismo. Secondo John Chilton, autore di una pregevole biografia di Bechet, sarebbe almeno in parte un mito che la migrazione di massa dei musicisti della città del delta fosse dovuta alla chiusura del quartiere a luci rosse di Storyville. Questo evento avvenne nel novembre del 1917, ma il movimento migratorio era iniziato almeno tre anni prima, nel 1914. Secondo Chilton, è più plausibile ritenere che ormai il livello dei migliori musicisti non era più congruo per una città come New Orleans, il cui unico mercato musicale era costituito da bordelli e feste paesane. Chicago, New York e perfino Los Angeles potevano offrire i superiori guadagni di un'industria musicale nascente e locali in grado di pagare cifre sensibilmente più alte ai musicisti. Secondo vari musicisti negli anni dieci e venti del secolo scorso a New Orleans si poteva guadagnare da 1.25$ a 2.50$ per un ingaggio che durava dalle 8 di sera alle 4 del mattino. King Oliver a New Orleans guadagnava 25 $ a settimana. Kid Ory ne guadagnava 17.50 e George "Pops" Foster guadagnava solo 9.50$. Se pensiamo che, una volta emigrato a Chicago, Sidney Bechet fu in grado di guadagnare 60$ a settimana, possiamo capire perché Chilton ritenga che le vere ragioni della migrazione dei musicisti di New Orleans a Chicago fossero strettamente economiche. Insomma a Chicago i guadagni erano molto più elevati e consentivano di fare della musica una professione. Inoltre, pare che a Chicago non fosse troppo difficile ottenere la licenza per poter suonare dal sindacato locale.
Bechet non limitò le sue peregrinazioni a Chicago, ma visitò altre città statunitensi e nel 1919 partecipò addirittura ad una delle prime apparizioni in Europa di orchestre nere, la Will Marion Cook's Syncopated Orchestra e la Louis Mitchell's Jazz Kings. Fu proprio durante questo soggiorno in Europa, a Londra, che gli capitò di vedere nella vetrina di un negozio di musica un sax soprano. Lo acquistò immediatamente e si impadronì della tecnica in breve tempo. Sul soprano egli sviluppò una sonorità potente e ricca, con la quale egli poté sovente dominare le orchestre in cui suonava, spesso entrando in competizione con la tromba, che in teoria avrebbe dovuto esporre il canto e prevalere dinamicamente. L'adozione del nuovo strumento non fu sempre apprezzata da tutti. Il grande bassista di New Orleans, George "Pops" Foster, lo preferiva al clarinetto, sul quale Bechet possedeva una sonorità succosamente legnosa.
Durante uno di questi concerti in Europa capitò che tra il pubblico ci fosse il giovane Ernest Ansermet, futuro prestigioso direttore di orchestra sinfonica, il quale recensì in termini altamente elogiativi l'assolo di Bechet nel brano Characteristic Blues su una rivista musicale svizzera, la Revue Romande. Quello scritto, pubblicato nel 1918, si può considerare il primo articolo di critica musicale dedicato al jazz.

### Le incisioni con Clarence Williams (1923-1925)
Tornato negli Stati Uniti, nel 1923 si unì ai gruppi Clarence Williams, che fu tra i primi a incidere brani di jazz su disco. Si tratta delle famose incisioni con i Blue Five di Clarence Williams, che sono particolarmente importanti per lo sviluppo del linguaggio solistico del jazz. In particolare le primissime due incisioni, Wild Cat Blues e Kansas City Man Blues (30 luglio 1923) lo vedono unico protagonista dall'inizio alla fine, con gli altri strumenti in posizione di rincalzo. Si tratta dei primissimi esempi di improvvisazioni jazzistiche, e il tutto con un tratto sincopato che già presenta la leggera ed elegante oscillazione dello swing, non più rigidamente martellante e da marcia militare, come quella del ragtime. Nel brano dal titolo Mandy, Make Up Your Mind, Sidney suona un particolare tipo di strumento chiamato sarrusofono. Quelle esecuzioni precedono di un anno quelle leggendarie di King Oliver e mostrano una libertà improvvisativa maggiore del gruppo di Oliver. Varie fonti riportano che Johnny Hodges, Barney Bigard e Lionel Hampton comprarono quei dischi appena apparsi nei negozi, e li ascoltarono per mesi ossessivamente, memorizzandoli. Il linguaggio solistico di Bechet, sebbene ancora non del tutto maturo come lo diventerà nella seconda metà degli anni venti (ma questo vale anche per l'altro grande primo improvvisatore del jazz, Louis Armstrong), è davvero il primo esempio di improvvisazione jazz documentata su disco.

### Ancora in Europa (1925 - 1929)
Dal 1925 al 1929 Bechet abbandonò di nuovo gli USA per l'Europa. Suonò in Inghilterra, Francia, Germania e perfino in Russia. Nel 1931 si unì all'orchestra di Noble Sissle e ritornò in America. Fu durante questo secondo soggiorno europeo che egli suonò nello spettacolo della Revue nègre, in cui cantava Joséphine Baker. Bechet compariva a un certo punto dello spettacolo vestito da fruttivendolo e sospingendo un carretto carico di frutta. Arrivato al centro del palco, tirava fuori il suo clarinetto e improvvisava meravigliosamente su un blues.

### Le incisioni dei New Orleans Feetwarmers (1932)
Tornato in USA, condivise con il trombettista Tommy Ladnier sia la gestione di una lavanderia che di un gruppo musicale, i New Orleans Feetwarmers. Si trattava di un sestetto, completato da Teddy Nixon al trombone, Hank Duncan al pianoforte, Wilson Meyers al contrabbasso e Morris Morand alla batteria. Il gruppo suonava regolarmente al Savoy Ballroom, una delle più importanti sale da ballo di New York all'angolo tra la 140ª e Lenox Avenue. I Feetwarners entrarono in sala di incisione in un'unica occasione, il 5 settembre 1932, registrando sei pezzi per l'etichetta Victor: Sweetie Dear, I Want You Tonight, I Found a New Baby, Lay Your Racket, Shag e Maple Leaf Rag. Queste incisioni sono considerate tra i classici del jazz. Sono quasi tutti pezzi presi a tempi molto rapidi, con una grande enfatizzazione dell'improvvisazione. In particolare Shag è una frenetica serie di violenti assolo sugli accordi di I Got Rhythm. A causa delle vendite ridotte anche l'ingaggio al Savoy durò solo pochi mesi. Stilisticamente, i Feetwarmers si situano in una posizione di transizione estremamente interessante. L'improvvisazione collettiva in stile New Orleans è ancora massicciamente presente, ma la complessità delle linee improvvisate dagli strumenti è ormai elevata, e solo la musicalità degli esecutori impedisce che i collettivi sprofondino nel caos. L'atmosfera delle esecuzioni è aggressiva e fiammeggiante, i tempi sempre rapidi, a volte frenetici. Sono presenti anche veri e propri assolo non collettivi, accompagnati dalla sola sezione ritmica. Ma questo stile non si adattava alla malinconia della Grande Depressione. Il pubblico preferiva il suono cremoso e piano delle orchestre da ballo.

### Gli anni trenta e quaranta

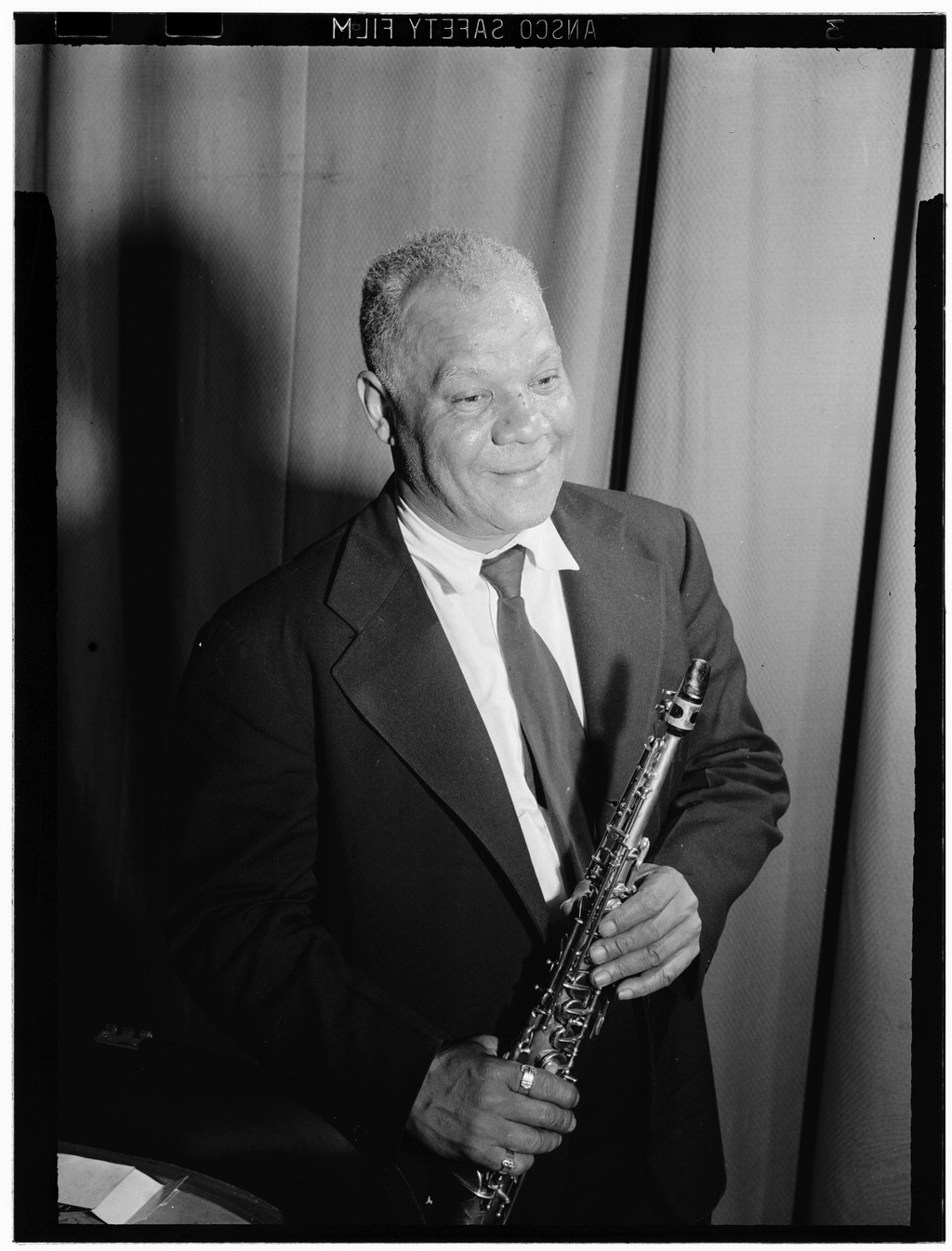
Sidney Bechet, New York, N.Y. (?), Ca. Luglio 1946

Scioltisi i Feetwarmers, Bechet tornò nell'orchestra di Noble Sissle. Con l'orchestra di Sissle incise vari pezzi in cui ebbe spazio solistico, come Polka Dot Rag (1934) e Dear Old Southland (1937). Come accadeva spesso incise anche con piccoli gruppi costituiti con elementi dell'orchestra, i Noble Sissle's Swingsters. Alcuni di questi brani godettero di grande successo commerciale, tra cui soprattutto Characteristic Blues (1937), una prestazione a dire il vero abbastanza effettistica e novelty.
Malgrado ciò, nel 1938 Bechet fu costretto a un momentaneo ritiro dalle scene. La musica in voga era lo swing delle grandi orchestre, le big band bianche di Benny Goodman, Artie Shaw, Glenn Miller e altri. Lo stile fiorito di Bechet forse apparve almeno momentaneamente superato, e l'orchestra di Noble Sissle legata a uno stile musicale meno fluido dello swing. Bechet si adattò ad aprire una sartoria.
Tuttavia, ben presto lo stile anni venti tornò di moda, sotto forma di revival. Proprio l'esplosione della swing era stimolò nel pubblico la curiosità per stili di jazz precedenti. Si aprì così una nuova opportunità: la possibilità di entrare in sala di incisione per la nuova etichetta Blue Note, etichetta che diventerà leggendaria e da sempre intenzionata a registrare e vendere dischi di vero hot jazz. Bechet iniziò ad incidere con gruppi di studio.
L'8 giugno 1939 Bechet incise uno dei suoi capolavori con uno di questi gruppi. Un'eccezionale interpretazione di Summertime al sax soprano, tema da poco composto da Gershwin. La sonorità, lamentosa e cantante al tempo stesso, è il suono più simile alla voce umana mai ottenuta su sassofono. Altre incisioni di alto livello furono quelle con il trombettista Muggsy Spanier, e poi con Eddie Condon, Bunk Johnson e Mezz Mezzrow.
Le incisioni fruttarono un ritorno di fama per Bechet, che tornò a suonare in pubblico, apparendo al Nick's nel Village e perfino alla Town Hall, e continuando ad incidere per la Blue Note per tutti gli anni quaranta. In questi gruppi di studio comparvero i trombettisti/cornettisti Wild Bill Davison, Sidney De Paris, Max Kaminsky, Frankie Newton, il clarinettista Albert Nicholas, il trombonista Vic Dickenson, il pianista Art Hodes, il contrabbassista "Pops" Foster, il batterista Sidney Catlett, e tanti altri.
Nel 1941 Bechet tentò un precoce esperimento di sovraincisione negli RCA Studios, registrando una versione di Sheik of Araby con sei differenti strumenti: clarinetto, sax soprano, sax tenore, pianoforte, contrabbasso e batteria. L'effetto è sconcertante, difficile da giudicare. Le tecniche di overdubbing erano davvero rudimentali, e il suono della batteria è flebile.

### Ultimi anni in Francia (1949 - 1959)

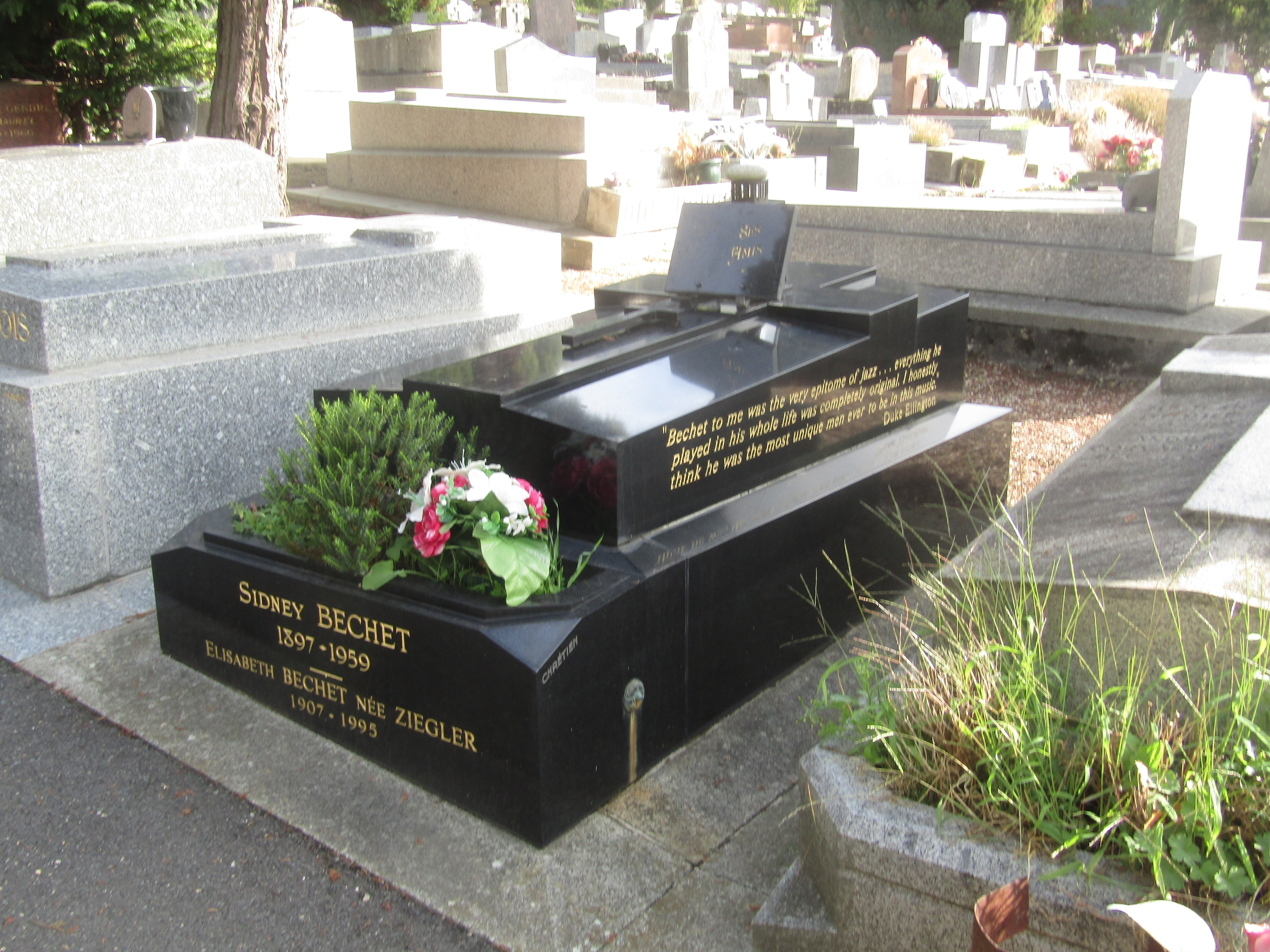
Vista della tomba di Bechet nel cimitero di Garches.

Nel 1949 partecipò alla famosa serie di concerti di jazz alla Salle Pleyel di Parigi. Il successo fu così notevole che Bechet decise di stabilirsi definitivamente in Francia. Nel 1951, ad Antibes, sposò Elisabeth Ziegler. In Francia compose il brano di gusto francese Petite Fleur. La forza e la singolarità della personalità musicale di Bechet sono evidenti in tutte le sue registrazioni. Gli esistenzialisti francesi arrivarono a soprannominarlo le dieu, il dio.
Qualche tempo prima di morire a Garches, il giorno del suo sessantaduesimo compleanno, aveva dettato la sua autobiografia, dal titolo Treat It Gentle (trattalo in modo gentile).

## L'importanza di Bechet nello sviluppo del linguaggio solistico del jazz
L'ipotesi della posizione centrale di Bechet nello sviluppo del solismo jazz è stata avanzata dal suo maggiore biografo, John Chilton. È possibile che la portata del contributo di Bechet possa apparire oggi meno evidente, e sia giudicata minore rispetto a quella di Louis Armstrong. Questo per alcuni motivi. Il primo è che Bechet incise poco negli anni venti, che sono gli anni in cui più sarebbe stata avvertibile non solo la portata della sua originalità, ma soprattutto la grandezza del dislivello tra lui e tutti gli altri musicisti che per primi svilupparono l'arte dell'improvvisazione jazzistica (con l'unica eccezione, naturalmente, di Louis Armstrong). Infatti Bechet incide abbondantemente con Clarence Williams per appena due anni, dal 1923 al 1925, dopodiché va in Europa e ci rimane per 4 anni, rimanendo lontano dalla scena musicale americana. Invece Louis Armstrong, l'altro grande iniziatore del linguaggio solistico nel jazz, rimane negli Stati Uniti e incide la serie d'oro degli Hot Five e degli Hot Seven. Quando, agli inizi degli anni trenta, Bechet torna negli Stati Uniti il suo stile è, se possibile, ancora più maturo ed espressivo che negli anni venti, ma il dislivello tecnico ed espressivo tra lui e le nuove leve è diminuito, quasi colmato. Per esempio, cinque anni prima Coleman Hawkins non sarebbe ancora stato in grado di articolare un vero e proprio assolo jazz e non avrebbe retto il confronto con Bechet. Cinque anni dopo non è più così: Hawkins è in grado di non sfigurare. Insomma, agli inizi degli anni trenta molti musicisti di Chicago e di New York hanno ormai assorbito la lezione di Bechet e di Armstrong e combattono ad armi pari. Diventa quindi meno facile capire che Bechet è stato uno dei padri dell'assolo jazz. Un secondo motivo è che Bechet è un solista ma non un leader. Egli non organizza intorno a sé un gruppo di seguaci e di accoliti, come fece Armstrong e come faranno Gillespie e Parker. Non sa mettersi alla testa di un movimento musicale, ma mantiene una posizione laterale. Le sue incisioni sono più occasionali.
Un'altra occasione che diede modo a Bechet di esercitare un'influenza profonda sugli sviluppi successivi del jazz fu la collaborazione con la prima orchestra di Duke Ellington, i Duke Ellington's Washingtonians. Sfortunatamente non incise mai con quella orchestra. Nell'orchestra di Ellington Bechet incontrò l'allora giovane ma già promettente Johnny Hodges, destinato a diventare uno dei più grandi solisti di sax alto della storia del jazz. Lo stile di Hodges fu potentemente influenzato da Bechet, e ne adottò la sonorità sontuosa e il fraseggio barocco e decorativo. Ma non basta. Lo stesso Ellington fu influenzato da Bechet, in termini di swing, fraseggio e sonorità. È plausibile che come Fletcher Henderson apprese il linguaggio ritmico del jazz durante il passaggio di Louis Armstrong nella sua orchestra, lo stesso potrebbe essere accaduto ad Ellington con Bechet.

## Al cinema e in tv
Sidney Bechet appare in tre pellicole come attore e poi in alcuni film, documentari e serie tv. Il musicista frequentò il cinema anche come compositore e le sue musiche sono state usate in numerosi film.

### Filmografia

#### Attore
- La frenesia dell'avventura (Einbrecher), regia di Hanns Schwarz (1930)
- Piédalu député
- Ah, quelle équipe!

#### Compositore
- Il fascino del delitto (Série noire), regia di Alain Corneau (1979)
- Ah, quelle équipe!

## Citazioni
- Philip Larkin ha scritto un'ode dedicata a Bechet in The Whitsun Weddings.
- Si suppone che Bechet sia alla base del personaggio del sassofonista Pablo nel romanzo Il lupo della steppa di Hesse, che lo aveva quasi certamente potuto ascoltare durante le tournée europee negli anni venti, periodo in cui lo scrittore tedesco si era avvicinato al mondo della musica jazz.
- In suo onore, una figlia adottiva di Woody Allen, suo fan, è stata chiamata Bechet.